# パウロ・オリヴェイラ
パウロ・アンドレ・ロドリゲス・デ・オリヴェイラ（Paulo André Rodrigues de Oliveira、1992年1月8日 - ）は、ポルトガル共和国ブラガ県ヴィラ・ノヴァ・デ・ファマリカン出身のプロサッカー選手。プリメイラ・リーガ・SCブラガ所属。ポジションはDF（CB）。

## 経歴

### スポルティングCP
2014年5月、スポルティングCPと5年契約を結んだ。2014–15シーズンは40試合に出場し3ゴールを記録した。
ところが、2015-16シーズンにジョルジェ・ジェズス新監督が就任すると一転して大幅に序列を下げた。

### エイバル
2017年7月、SDエイバルと4年契約を結んだ。移籍金は350万ユーロでクラブ史上最高額を記録した。また保有権の30%はスポルティングCPにあり、数年間有効な買い戻し条項も付いている。

### ブラガ
2021年6月28日、SCブラガに移籍した。

## タイトル
ヴィトーリアSC
- タッサ・デ・ポルトガル: 2012–13

スポルティングCP
- タッサ・デ・ポルトガル: 2014–15
- スーペルタッサ・カンディド・デ・オリベイラ: 2015